# Colymbetes dolabratus
Colymbetes dolabratus is een keversoort uit de familie waterroofkevers (Dytiscidae). De wetenschappelijke naam van de soort is voor het eerst geldig gepubliceerd in 1798 door Paykull.